# Marie-José Nat
Marie-José Nat (Bonifacio, 22 april 1940 - Parijs, 10 oktober 2019) was een Franse actrice.

## Leven en werk

### Afkomst, opleiding en eerste opdrachten
Marie-José Nat, echte naam Marie-José Benhalassa, werd in Corsica geboren als de dochter van een Kabyllische militair en een Corsicaanse herderin. Het gezin verhuisde algauw naar de hoofdstad Ajaccio.
Toen het Belgische vrouwenweekblad Femmes d'aujourd'hui in 1955 een wedstrijd uitschreef om een partner voor Jean-Claude Pascal te vinden in de fotoroman L'amour est un songe, ging Nat met de overwinning lopen. Datzelfde jaar nog verhuisde de familie naar Parijs. Dankzij de fotoroman kreeg ze de kans een carrière op te starten van fotomodel en mannequin van haute couture. Terzelfder tijd volgde ze toneelles aan de Cours Simon.
Nadat ze in enkele figurantenrolletjes te zien was geweest bezorgde cineast Denys de La Patellière haar in 1959 haar eerste belangrijke rol in de succesrijke tragikomedie Rue des prairies waarin ze de dochter speelde van weduwnaar en arbeider Jean Gabin. Op de set van deze film ontmoette ze Roger Dumas met wie ze een jaar later in het huwelijk trad. 

### Jaren zestig

#### Henri-Georges Clouzot
In 1960 vertolkte ze de zus en liefdesconcurrente van Brigitte Bardot in La Vérité. Dit drama van veteraan Henri-Georges Clouzot was haar tweede belangrijke rol en behaalde heel grote bijval bij het publiek. Vanaf nu trad haar carrière in een stroomversnelling, temeer dat ze in diezelfde periode de cineast Michel Drach ontmoette. Ze werd ook in hoofdrollen geregisseerd door onder meer Gérard Oury, Alexandre Astruc, André Cayatte en Claude Autant-Lara.

#### Michel Drach
Drach gaf haar haar eerste echte hoofdrol in het drama Amélie ou le Temps d'aimer (1961) waarin ze een weemoedige melancholische jonge vrouw vertolkte. Ze nam nog vijf (hoofd)rollen onder regie van Drach voor haar rekening tijdens de jaren 1959-1977, de drukste periode uit haar carrière.
In 1965 castte Drach Nat, die ondertussen zijn vrouw was geworden, in de komedie La Bonne Occase naast een hele resem acteurs zoals Francis Blanche, Michel Serrault, Michel Galabru, Jean Poiret en Jean-Louis Trintignant. La Bonne Occase uit de titel verwijst naar de Citroën ID/DS, wiens opeenvolgende bestuurders en de daarbij horende lotgevallen in beeld worden gebracht. Het was Drach' eerste film die de kassa's (bescheiden) deed rinkelen.  
Het jaar daarop raakte Nat in de thriller Safari diamants verwikkeld in een diamantsmokkel, samen met (weer) Jean-Louis Trintignant.
In 1970 volgde Élise ou la Vraie Vie, gebaseerd op het met de Prix Femina (1967) bekroonde romandebuut van Claire Etcherelli. In dit tijdens de Algerijnse Onafhankelijkheidsoorlog in Parijs gesitueerd geëngageerd drama gaf Nat gestalte aan de arbeidster Élise die in de Citroënfabriek verliefd wordt op Arezki, een Algerijnse arbeider-immigrant die militeert voor de onafhankelijkheid van zijn land. Hun relatie wordt bemoeilijkt door racisme en door het Frans-Algerijns conflict.
In het aangrijpende autobiografisch getinte drama Les Violons du bal (1974) belichaamde Nat zowel de vrouw van de cineast Michel (rol van Trintignant) die probeert een film te maken over zijn kindertijd tijdens de bezetting van Frankrijk door Nazi-Duitsland, als de moeder van de kleine Michel. Deze film werd vier keer genomineerd op het Filmfestival van Cannes en Nat behaalde er de  Prijs voor beste actrice. Les Violons du bal genoot niet alleen veel bijval bij de kritiek maar viel ook in de smaak van het publiek. 
De tandem Drach-Nat behaalde voor de derde keer een commercieel succes met het drama  Le Passé simple (1977) waarin zij een vrouw vertolkte die na een verkeersongeval in een diepe coma geraakt en die zich bij ontwaken niets of niemand herinnert.

### Latere carrière
Vanaf de tweede helft van de jaren zeventig was Nat nog maar sporadisch op het witte doek te zien.

### Theater en televisie
Nat begon ook voor de televisie en het theater op jeugdige leeftijd te werken. Op de planken debuteerde ze in een stuk van J.B. Priestley onder regie van Raymond Rouleau. Net zoals dat het geval was met haar filmcarrière vanaf de late jaren zeventig verscheen Nat slechts af en toe op het kleine scherm en op de bühne. Vermeldenswaardig was haar hoofdrol in het heel populaire televisiefeuilleton Les Gens de Mogador uit 1972.

### Privéleven
In 1960 trouwde Nat met de acteur Roger Dumas van wie ze twee jaar later scheidde. In 1965 trouwde ze voor de tweede keer, met de filmregisseur Michel Drach. Het koppel had drie zonen, David, Julien en Aurélien, maar ging uiteen in 1981.
Ze had ook een jarenlange relatie met de acteur Victor Lanoux.
In 2005 trouwde Nat voor de derde keer, met de schilder, schrijver en liedjesschrijver Serge Rezvani.
Marie-José Nat overleed in 2019 op 79-jarige leeftijd aan de gevolgen van kanker.

## Filmografie (lange speelfilms)
- 1956 - Crime et Châtiment (Georges Lampin)
- 1956 - Club de femmes (Ralph Habib)
- 1957 - Donnez-moi ma chance (Léonide Moguy)
- 1958 - Arènes joyeuses (Maurice de Canonge)
- 1959 - Rue des prairies (Denys de La Patellière)
- 1959 - Vous n'avez rien à déclarer ? (Clément Duhour)
- 1959 - Secret professionnel (Raoul André)
- 1960 - La Française et l'Amour (anthologiefilm, episode Le Mariage van René Clair)
- 1960 - La Vérité (Henri-Georges Clouzot)
- 1961 - Amélie ou le Temps d'aimer (Michel Drach)
- 1961 - La Menace (Gérard Oury)
- 1962 - Les Sept Péchés capitaux (anthologiefilm, episode La Colère van Sylvain Dhomme en Max Douy)
- 1962 - L'Éducation sentimentale (Alexandre Astruc)
- 1964 - Jean-Marc ou la Vie conjugale (André Cayatte)
- 1964 - Françoise ou la Vie conjugale  (André Cayatte)
- 1965 - Journal d'une femme en blanc (Claude Autant-Lara)
- 1965 - La Bonne Occase (Michel Drach)
- 1966 - Safari diamants (Michel Drach)
- 1966 - Dacii (Les Guerriers) (Sergiu Nicolaescu)
- 1969 - Le Paria (Claude Carliez)
- 1970 -  Élise ou la Vraie Vie (Michel Drach)
- 1971 - L'Opium et le Bâton (Ahmed Rachedi)
- 1973 - 6, rue du Calvaire (Jean Daskalidès)
- 1974 - Les Violons du bal (Michel Drach)
- 1974 - Dis-moi que tu m'aimes (Michel Boisrond)
- 1977 - Le Passé simple (Michel Drach)
- 1980 - Anna (Marta Meszaros)
- 1981 - La disubbidienza (Aldo Lado)
- 1981 - Litan : La Cité des spectres verts (Jean-Pierre Mocky)
- 1990 - Rio Negro (Atahualpa Lichy)
- 1993 - Le Nombril du monde (Ariel Zeitoun)
- 1997 - La Nuit du destin (Abdelkrim Bahloul)
- 1998 - Train de vie (Radu Mihaileanu)
- 2004 - Le Cadeau d'Elena (Frédéric Graziani)

## Prijs
- 1974 - Les Violons du bal : beste actrice op het Filmfestival van Cannes

## Fotostrips
- 1955 - L'amour est un songe
- 1957 - Notre amour est sans issue

## Publicatie
- Marie-José Nat: Je n'ai pas oublié : récit, Plon, Paris, 2006

- Biblioteca Nacional de España: XX4910165
- Bibliothèque nationale de France: cb13897868b (data)
- Gemeinsame Normdatei: 1061461416
- International Standard Name Identifier: 0000 0000 7712 6999
- Library of Congress Control Number: n2006073575
- Nationale Bibliotheek van Tsjechië: xx0175012
- Nationale Bibliotheek van Israël: 987007397914105171
- Réseau des bibliothèques de Suisse occidentale: 02-A012882354
- Système universitaire de documentation: 112610102
- Union List of Artist Names: 500355454
- Virtual International Authority File: 107007931
- WorldCat: E39PCjyyppv7Gb468GtK4P64VP